# Giel van Strien
Giel van Strien (1965) is een Nederlands schrijver, redacteur en directeur van Passionate Bulkboek,. Hij is bekend als mede-oprichter van het literair tijdschrift Passionate. en initiatiefnemer van het literaire Geen Daden Maar Woorden Festival.

## Leven en werk
Van Strien begon in 1985 met de studie politicologie aan de Erasmus Universiteit Rotterdam, en sloot deze studie in 1993 af aan de Universiteit van Amsterdam.
In 1994 richtte Van Strien met Bert Heemskerk het literair tijdschrift Passionate op met Van Strien als hoofdredacteur. In 1997 nam hij een initiatief tot het Geen Daden Maar Woorden Festival, wat sindsdien jaarlijks wordt gehouden. Dit initiatief zette zich af tegen het in 1993 gestarte Crossing Border festival, waarmee later is gaan samenwerken.
Sinds het samengaan van het literair tijdschrift Passionate en Bulkboek in het nieuwe millennium tot het Passionate Bulkboek is Van Strien daar directeur. In deze hoedanigheid is hij bij allerlei literaire en andere culturele zaken betrokken. Daarnaast schreef hij opiniestukken in diverse dagbladen, en een serie meer literair werk in het tijdschrift Passionate. 
In 2003 werd Van Strien onderscheiden met een Laurenspenning voor zijn stimulerende bijdragen aan het literaire leven in de stad Rotterdam.

## Publicaties, een selectie
Opiniestukken
- Giel van Strien, "Wat Rotterdam ontbeert zijn geen daden maar woorden," in de Volkskrant, 24 juni 1996.
- Giel van Strien en Theo Verhaar. "‘Rotterdam '94’, ‘Het badwater van de sekte letteren’," in: Passionate. Jaargang 3, 1996.
- Giel van Strien, "Het volk wil zich niet meer verheffen," NRC Handelsblad. 1 juli 2003.